# Juan Brussino
Juan Ignacio Brussino (Cañada de Gómez, 14 marzo 1991) è un cestista argentino.
È il fratello maggiore di Nicolás Brussino, anch'egli cestista.